# Experts Exchange
Experts Exchange，是信息技术专业人员求解特定领域之具体问题的协作平台，成立于1996年。起初為使用者咨询计算机相关问题的免费「求问专家」型网站，专門针对有关的问题提出建议，提问者则应选择其中最能解决问题的一个或多个建议作为答案，并对该答案评级以奖励那些最具帮助的专家。
Experts Exchange允许使用者免费注册，并給予有限的提问积分。使用者提出问题須花費积分，以从超过70,000名专家中获得所期望的答案。其功能通过一个交换（barter）系统来实现，以鼓励专家提供满意的答案，并累计其奖励积分。截至到2006年3月，Experts-Exchange拥有约350万名注册成员，其中包括70,000多名实际回答或参与过问题的专家。同时，该网站还提供一个专家评价系统，根据专家的能力、贡献和活动情况，对其予以认证。
該網站已由積分轉變爲付費模式，用戶註冊時可獲得30日的免費體驗期，其後需要從三種付費方案擇一。
Experts Exchange的使用者通常以“EE”作为其简称。

## 类似服务
- European Experts Exchange
- Experts Round Table
- Google Answers
- VBA Express
- Yahoo! Ask